# Ofensiva de Abu Kamal (2016)
A Ofensiva de Abu Kamal em 2016, também conhecida como "Operação Dia de Raiva", foi lançada na cidade de Abu Kamal, na fronteira sírio-iraquiana, liderada pelo Novo Exército Sírio (NES) apoiado pelos EUA.

## Ofensiva
Em 28 de Junho de 2016, os rebeldes do Novo Exército Sírio lançaram a ofensiva a partir de al-Tanf e capturaram a aldeia de al-Sukkariya (norte de Abu Kamal), o Aeródromo Militar de Hamdan, o hospital Ayshat al-Khayri (no norte de Abu Kamal) e várias posições no deserto entre o posto fronteiriço de Tanf e Abu Kamal. As tropas do NES foram transportados por aviões para a área por três helicópteros da Coligação e o avanço foi ajudado por apoiantes secretos do Exército Livre da Síria (ELS) dentro da cidade. Ao mesmo tempo em que a operação começou, foi relatado que as forças policiais iraquianas estavam a se preparar para atacar simultaneamente a cidade de al-Qa'im, no lado iraquiano da fronteira. No entanto, os membros das tribos sunitas iraquianas foram de facto envolvidas na operação, e agiram "precipitadamente e insuficientemente em seu papel", alertando o EIIL da ofensiva. O EIIL passou então a cortar a electricidade e as comunicações em Abu Kamal, seguido de cavar trincheiras ao redor da cidade.
No dia seguinte, a cobertura aérea americana foi retirada durante batalha para participar na Batalha de Faluja. Devido a isso, o EIIL recapturou a base aérea, expulsou os rebeldes dos arredores de Abu Kamal e atacou as linhas de abastecimento do NES através do deserto vazio. Os combatentes do EIIL cercaram os rebeldes em uma emboscada surpresa. Os islamistas alegadamente infligiram grandes baixas aos rebeldes e as suas armas foram confiscadas pelos jihadistas. Os rebeldes inicialmente recuaram para as áreas periféricas do deserto, antes de se retirarem completamente em direcção à sua base na fronteira de Tanf, a cerca de 320 quilómetros de distância.

A ofensiva foi descrita por alguns como uma "derrota arrasadora" e um "fiasco à Baía dos Porcos" para os rebeldes, enquanto o director do SOHR afirmou após a derrota que toda a operação "foi mais uma show de média do que qualquer outra coisa ". O secretário de Defesa dos Estados Unidos, Ash Carter, declarou, no que diz respeito à retirada do apoio aéreo para os rebeldes, "perdemos uma oportunidade".